# Chiesa di San Martino Vescovo (Valdieri)
La chiesa di San Martino Vescovo, o solo chiesa di San Martino, è la parrocchiale di Valdieri, in provincia di Cuneo e diocesi di Cuneo-Fossano; fa parte della zona pastorale delle Valli Gesso e Vermenagna.

## Storia
L'originaria cappella valdierese, appartenente alla diocesi di Asti e gestita dai monaci dell'abbazia di San Dalmazzo di Pedona, aveva l'ingresso rivolto a levante ed era dotata del cimitero.
Nel 1583 fu edificata una chiesa a due navate, in cui erano collocati sei altari.
Due secoli dopo, nel 1789 venne posta la prima pietra della nuova parrocchiale, alla cui costruzione contribuì l'abate Francesco Ferrero donando 50000 lire; l'edificio, disegnato dal torinese Ignazio Gavuzzi e realizzato dal capomastro Giacomo Boffa, fu terminato nel 1795 e consacrato 21 agosto 1796 dal vescovo di Mondovì Giuseppe Antonio Maria Corte.
Nella notte tra il 10 e l'11 aprile 1945, a causa di uno scavo effettuato alla sua base, il campanile, reso instabile, crollò; la nuova torre venne eretta l'anno successivo sul fianco opposto della chiesa.

## Descrizione

### Facciata
La facciata della chiesa si compone di un corpo centrale caratterizzato dal portale, da un'epigrafe con la scritta "DOM" e da una finestra bilobata e scandito da quattro lesene poggianti su alti basamenti e terminanti con capitelli ionici sorreggenti la trabeazione e il timpano triangolare; ai lati vi sono le due ali minori che presentano gli ingressi minori e due finestre rettangolari. 

### Interno
L'interno dell'edificio è suddiviso in tre navate da pilastri abbelliti da lesene sorreggenti il cornicione sopra cui si imposta la volta; al termine dell'aula si sviluppa il presbiterio, chiuso dall'abside di forma semicircolare.
Qui sono conservate diverse opere di pregio, tra le quali gli affreschi ritraenti San Lorenzo Martire, la Vergine Assunta con i Santi Giovanni Battista e Pietro nel trionfo della Trinità e San Martino Vescovo, eseguiti da Pietro Ivaldi, il bassorilievo con soggetto la Pietà, realizzato dai fratelli Collino, e i due gruppi in legno raffiguranti Gesù nell'orto del Getsemani e la Madonna Assunta, scolpiti da Andrea Roasio rispettivamente nel 1846 e nel 1877.